# Щастя (фільм, 1934)
«Щастя» (фр. Le Bonheur) — французький кінофільм 1934 року, поставлений режисером Марселем Л'Ерб'є за однойменною п'єсою Анрі Бернштейна.

## Передісторія
У 1934 році Марсель Л'Ерб'є вів переговори з Шарлем Бойє про створення фільму про актора Едмунда Кіна, але Бойє, чия кар'єра на той час коливалася між Францією та Голлівудом, наполягав на тому, що хоче екранізувати п'єсу Бернстайна "Щастя", в якій він нещодавно зіграв на паризькій сцені. Права на п'єсу належали компанії Pathé-Natan, яка також мала контракт з Габі Морлей, улюбленою актрисою як Бойє, так і Л'Ерб'є на іншу головну роль.

## Сюжет
Талановитий карикатурист Філіп Лючер (Шарль Буає) стріляє в кінозірку Клару Стюарт (Габі Морлей) на виході з мюзик-холу, але лише ранить її. На суді він пояснює, що через свої анархістські і антисуспільні переконання хотів вчинити замах, який би наробив якомога більше галасу. Оскільки найбільшою славою в наші дні користуються спортсмени і кінозірки, йому, за його словами, довелося вибирати жертву з цих двох категорій. Клара бере слово і у вкрай награній, заздалегідь вивченій промові просить помилувати винного. Лючера це глибоко засмучує, він звинувачує Клару в тому, що вона «користується людською дурістю». Вона тут же зізнається, що вивчила свою промову заздалегідь, і знову благає помилувати Лючера, цього разу — з абсолютно незграбною щирістю. Вона навіть просить, щоб звинуваченого передали їй на поруки.
Лючера засуджують на кілька місяців в'язниці. Клара думає тільки про нього і розлучається з чоловіком. Того ранку, коли Лючер виходить з в'язниці, Клара зустрічає його і відвозить до себе. Лючер зізнається, що був закоханий в неї ще до замаху: саме тому він схибив. Будучи присутнім інкогніто на зйомках її нового фільму, Лючер не знає, що в основу фільму покладена їх історія, бо Клара не стала йому в цьому зізнаватися.

## В ролях
| Актор        |  | Персонаж        |
| ------------ |  | --------------- |
| Габі Морле   |  | Клара Стюарт    |
| Шарль Буає   |  | Філіп Лючер     |
| Мішель Симон |  | Ноель Мальпіаз  |
| Жак Катлен   |  | Жофруа де Шабре |
| Полетт Дюбо  |  | Луїза           |
| Жан Тулю     |  | метр Бальбан    |
| Жорж Молуа   |  |                 |
| Анрі Рішар   |  |                 |
| Леон Арвель  |  |                 |
| П'єр Фіналі  |  |                 |
| Жан Маре     |  | журналіст       |